# Braer
Le Braer est un navire pétrolier qui s'est échoué aux Shetlands, en Écosse, le 5 janvier 1993 à la suite d'une perte de propulsion. Les vents sur la zone atteignaient force 10 Beaufort.

## Résumé des faits
Le pétrolier Braer appareille le 3 janvier de Monstag, en Norvège, chargé de 84 700 tonnes de fioul léger à destination de Québec. En supplément de l'équipage normal (29 personnes), se trouvent à bord un ingénieur d'armement de nationalité pakistanaise ainsi que quatre ouvriers polonais. C'était dans la politique de la compagnie de placer à bord, lors de certains voyages, des ouvriers supplémentaires afin d'effectuer des travaux en mer durant la traversée.
Le temps est mauvais de secteur sud.
Dans l'optique de ces travaux, quatre longueurs de tuyaux neufs ont été saisies sur le pont à bâbord. La mer agitée entraîne la rupture de leurs saisines ; ces tuyaux vont rouler, puis rompre les dégagements d'air des caisses à combustible. Le temps étant mauvais, de l'eau de mer balayant le pont s'introduit par les dégagements d'air dans les ballasts à combustible (caisse de décantation), rendant ce dernier inutilisable malgré les tentatives de purge. Le moteur stoppe quelques heures plus tard. Le navire à la dérive ne peut être pris en remorque à temps. Il s'échoue le 5 janvier 1993, puis se brise. La pollution « visible » disparaît assez vite étant donné le mauvais temps.

## Chronologie
| \| Braer Aberdeen \| Lieu du naufrage du Braer. |
| Braer Aberdeen                                  |

Durant la nuit du 4 au 5 janvier, les mécaniciens rencontrent des problèmes de brûleur sur la chaudière utilisée pour le préchauffage des soutes de fioul lourd.
Le mécanicien de quart, ne pouvant plus réchauffer suffisamment le fioul lourd, passe sur alimentation en combustible diesel.
Les mécaniciens ont tout d'abord incriminé le brûleur de la chaudière.
À la relève de quart, à minuit, le problème est discuté entre les officiers.
Les mécaniciens démontent le brûleur, le contrôlent, puis le remontent.
Plusieurs essais de mise en service de la chaudière échouent. Ils démontent l'arrivée de combustible et constatent une présence exagérée d'eau dans le combustible. La conduite est vidée, purgée, les essais repris, sans succès. Le surintendant descend en machine vers 2 h 0.
Le chef mécanicien est appelé vers 2 h 30. On constate une présence importante d'eau dans les caisses de décantation. Le chef mécanicien demande de les purger.
À 4 h 0, l'allure du moteur est réduite afin de diminuer la consommation de combustible.
Le commandant, averti de la situation à 4 h 10, cherche sur la carte une position de mouillage proche afin d'effectuer les réparations en toute sécurité.
Il est décidé de changer de route pour rejoindre Moray Firth, distante de 100 milles. L'équipage n'a pas pris conscience que, malgré les multiples purges des caisses à décantation, l'eau continue de pénétrer par les dégagements d'air du pont, les séparateurs (centrifugeuses pour le combustible) n'étant pas capables de traiter cette quantité inhabituelle d'eau. À 4 h 40, il n'y a plus assez de combustible purifié disponible pour alimenter le moteur principal qui stoppe, suivi des moteurs des groupes électrogènes.
Le commandant contacte les garde-côtes d'Aberdeen, signale sa position ainsi que la perte de propulsion du navire, il confirme qu'il n'est pas en danger immédiat, mais demande une assistance de remorquage. S'ensuivent une discussion sur les coûts de remorquage et un appel à l'armateur aux États-Unis.
Le commandant demande aux garde-côtes que les discussions d'argent restent entre l'armateur et la société de remorquage.

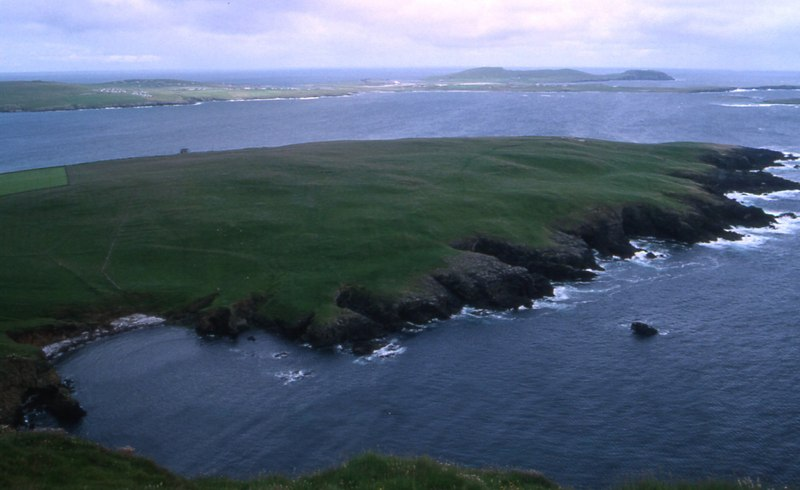
Garths Ness, lieu de l'échouement, où l'épave du Braer est encore visible sur la droite (1993).

À 6 h 9, l'armateur confirme l'acceptation d'un contrat de remorquage. La direction du port de Lerwick s'arrange avec le remorqueur Sirius Star pour aller assister le Braer.
À 6 h 30, Sullom Voe annonce que leur remorqueur Swaabie est prêt et pourra être sur zone sous 4 à 5 heures.
La décision est prise à 8 h 27 d'évacuer l'équipage du Braer par hélicoptère, car il est alors évident que le navire va s'échouer, livré aux effets du vent et du courant.
Au même moment, il est décidé d'hélitreuiller des volontaires sur le gaillard d'avant du Braer pour mouiller les ancres. La proximité du mât avant rendra cette opération impossible.
À 8 h 54, l'évacuation de l'équipage est terminée.
À 9 h 35, le Sirius Star arrive sur zone, mais il n'y a personne sur le pétrolier pour prendre la remorque.
Vers 10 h 55, quelques hommes sont débarqués par hélicoptère sur le Braer, le Sirius Star réussit à leur envoyer une ligne, mais cette dernière s'échappe en raison des mouvements du navire.
À 11 h 19, le Braer s'échoue brutalement sur les rochers dans l'ouest de Garths Ness.

## Étude de l'accident
Il sera reproché :
- à l'équipage, de ne pas avoir cherché plus rapidement la cause de l'entrée d'eau de mer dans les caisses à combustible ;
- au commandant, de ne pas avoir estimé la dérive de son navire, de n'avoir pas fait un appel à tous (Mayday) à 5 h 26, alors qu'il acceptait le remorquage d'assistance ;
- au MRCC, de ne pas avoir sous la main un plan d'urgence.

La coordination du sauvetage de l'équipage par hélicoptère a été correcte.
Le commandant et l'équipage du Sirius Star ont fait tout ce qui leur était possible pour sauver le Braer.
Le remorquage a été accepté à 5 h 26, soit 45 minutes après la perte de propulsion, il n'a pas été possible au navire d'assistance d'appareiller avant que la décision d'abandon par l'équipage du Braer soit prise.
Il aurait été utile de mouiller, mais les conditions météorologiques étaient défavorables pour que le personnel se rende sur la plage avant.
Il était difficile d'hélitreuiller du personnel sur la plage avant en raison de la position du mât avant et des conditions météorologiques.
Depuis le naufrage du Braer, de nouvelles instructions ont été listées, tous les MRCC ont en permanence une liste des remorqueurs disponibles dans leur zone, les officiers de quart des MRCC proposeront les services aux commandants de navire en difficulté. Si ces derniers refusent l'assistance, l'officier de région peut clairement formuler au commandant et à l'armateur que l'assistance se fera et que les coûts seront à leur charge,.